# Nordendorf
Nordendorf es un municipio alemán, ubicado en el distrito de Augsburgo en la región administrativa de Suabia, en el Estado federado de Baviera. Forma parte y es la sede de la Verwaltungsgemeinschaft de Nordendorf.